# Amanita pantherina
Amanita pantherina (Augustin Pyramus de Candolle, 1815 ex Julius Vincenz von Krombholz, 1846), este o specie de ciuperci destul de tare otrăvitoare din încrengătura  Basidiomycota în familia Amanitaceae și de genul Amanita, denumită în popor burete pestriț, burete bulbos sau buretele panterei. Ea coabitează, fiind un simbiont micoriza (formează micorize pe rădăcinile arborilor) și se poate găsi în România, Basarabia și Bucovina de Nord din (mai) iunie până în octombrie în păduri de foioase și de conifere nisipoase, dar de asemenea prin câmpii sau în iarba împrejurul mlădițelor de molizi.

## Istoric

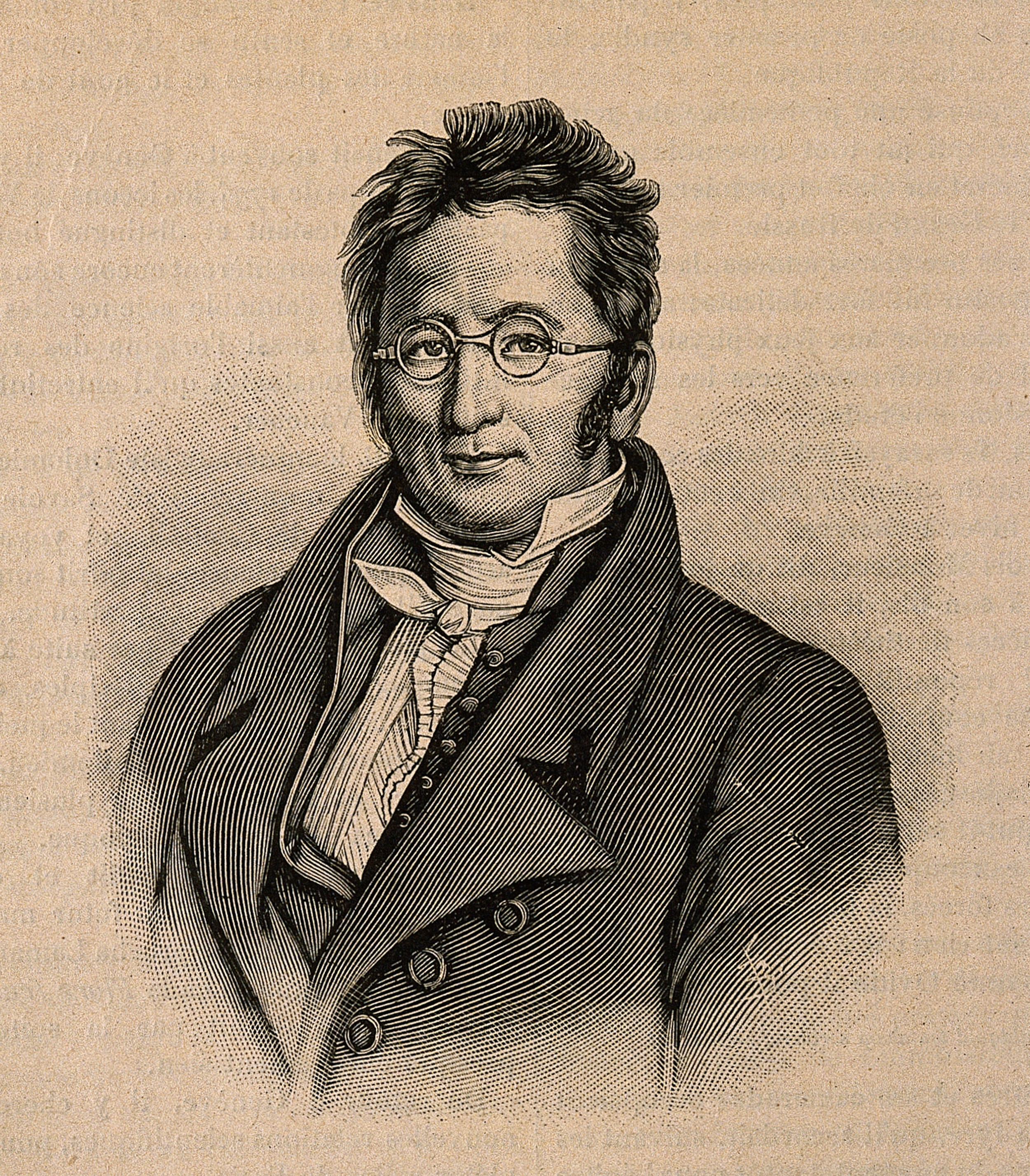
A. de Candolle

Savantul german Jacob Christian Schäffer a descris ciuperca pentru prima dată în volumul 4 al operei sale Fungorum qui in Bavaria et Palatinatu circa Ratisbonam nascuntur icones, nativis coloribus expressae din 1774, ca Agaricus maculatus, de abia denumirea renumitului micolog francez Augustin Pyramus de Candolle Agaricus pantherinus, propusă în volumul 6 al operei sale Flore française et descriptions succintes de toute les plantes, a fost acceptată basionim.
În anul 1846, faimosul micolog austro-german Julius Vincenz von Krombholz a transferat specia la genul Amanita sub același epitet, de verificat în volumul 10 al lucrării sale Naturgetreue Abbildungen und Beschreibungen der essbaren, schädlichen und verdächtigen Schwämme. Acest taxon este valabil până în prezent (2018).
Alte denumiri făcute nu sunt folosite și astfel neglijabile. De un anumit interes au putea fi cele două forme descoperite de micologul italian Bruno Cetto, anume Amanita pantherina forma mediterranea și Amanita pantherina forma institata.

## Descriere
Ordinul Agaricales este de diversificare foarte veche (între 178 și 139 milioane de ani), începând din timpul perioadei geologice în Jurasic în diferență de exemplu cu genul Boletus (între 44 și 34 milioane de ani).

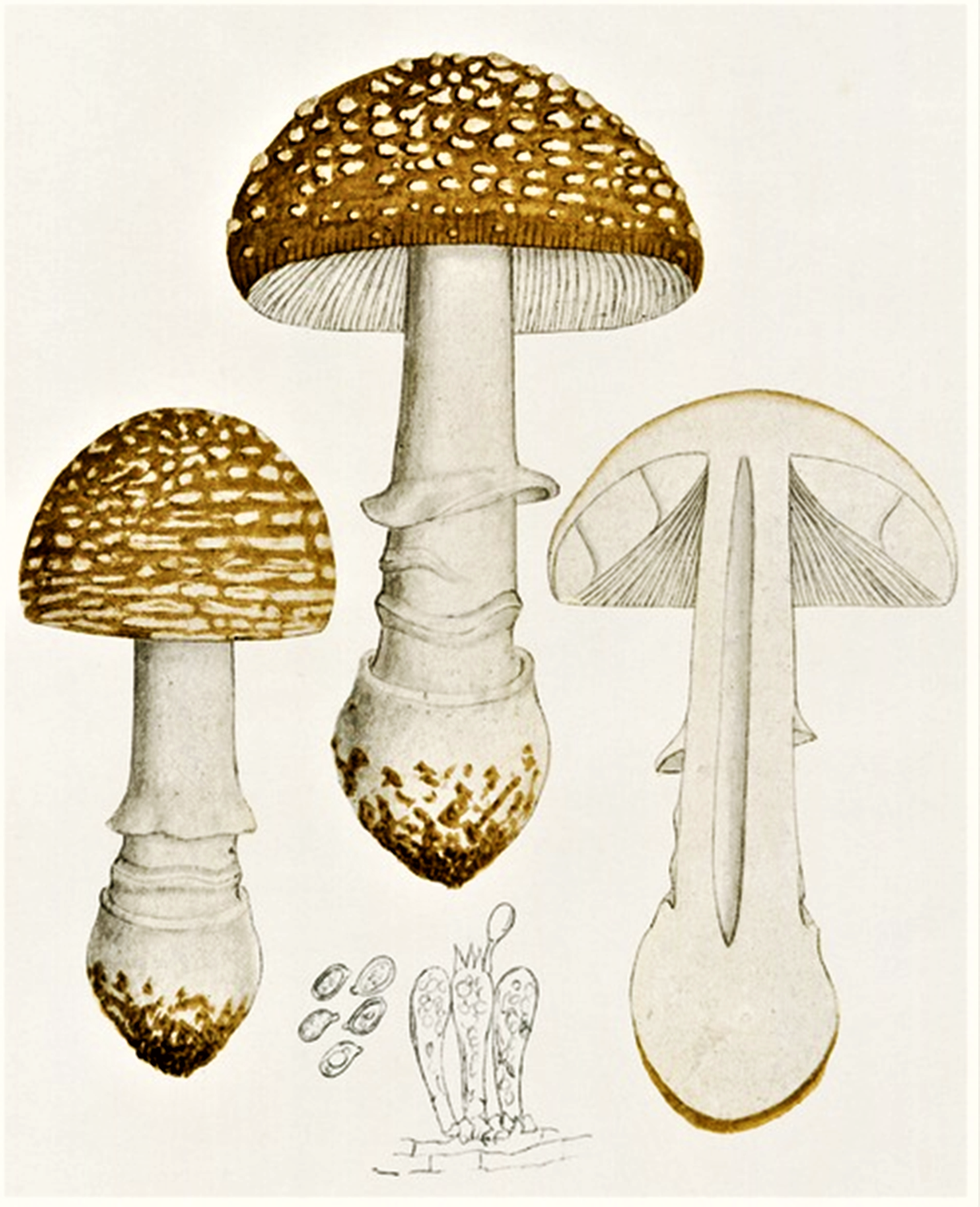
Bres.: Amanita pantherina

- Pălăria: este de mărime medie cu un diametru de aproximativ 5-12 cm, mai mult sau mai puțin cărnoasă, strălucitoare (din când în când și ușor unsuroasă) care este amenajată central peste picior. Ciuperca are la început forma unui ou, este aproape rotundă, preluând apoi acea unei umbrele desfășurate, la margine tipic vărgată (canelată). Culoarea arată diferite nuanțe de maro cu fulgi albi și ascuțiți (cauzat vălului universal) care însă dispar adesea oară după o ploaie puternică. Coaja se poate îndepărta ușor.
- Lamelele: sunt înghesuite, subțiri, intercalate, spre bază mai strâmte precum rotunzite, de culoare albă.
- Piciorul: este neted, alb, mai întâi plin, apoi găunos, dezvoltând o lungime de 6-15 cm și un diametru de  maximal 1,5 cm, sfârșind într-un bulb învelit de un săculeț, rest al vălului universal, care arată la vulvă (locul de trecere spre bulb) o jambieră, ca manșeta unei cizme. Cam la mijlocul tijei se află un inel (o manșetă) alb fără dungi, tot datorit vălului.
- Carnea: este albă, fragilă, umedă cu miros aproape lipsitor și gust plăcut. De abia bureți mai bătrâni încep să pute respingător.[5][14][15][12]
- Caracteristici microscopice: Sporii sunt rotunjori până slab elipsoidali, verucoși și neamilozi (ce înseamnă ne-colorabilitatea structurilor tisulare folosind reactivi de iod), cu o mărime de 10-12 x 7-8 microni. Pulberea sporilor este albă. Basidiile sunt cilindrice până ușor disproporționate cu o mărime de  47-60 x 10-12 microni. Ele poartă câte 4 sterigme cu o mărime de 3-7 microni.[16]
- Reacții chimice: Buretele se decolorează cu acid sulfuric maro închis, cu anilină după 3 minute roz, apoi roșu înfocat, în sfârșit maro închis, cu fenol roșu de vin și cu Hidroxid de potasiu galben-portocaliu.[17]

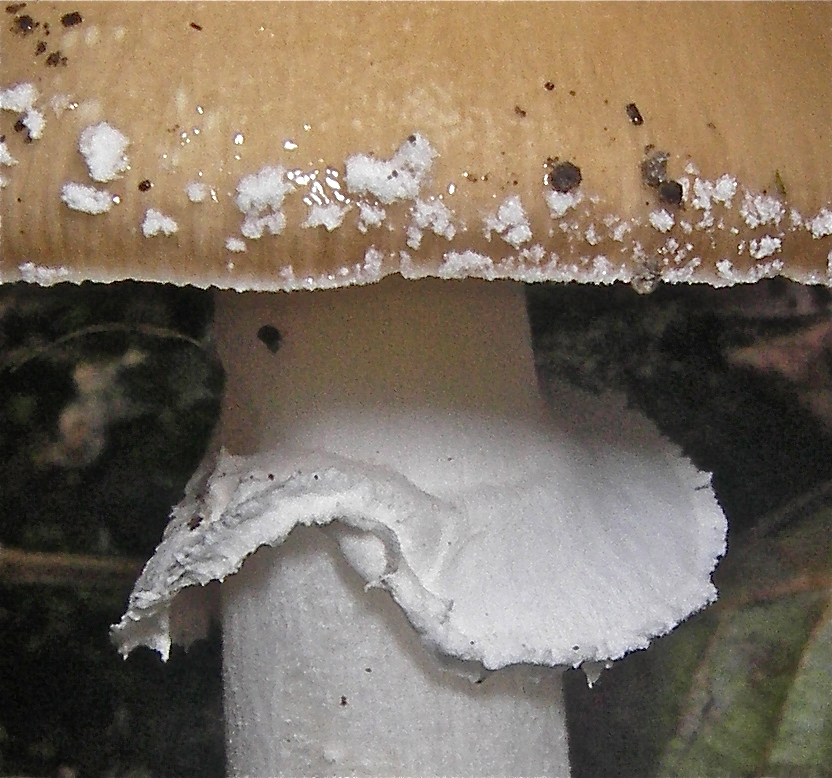
A. pantherina, marginea pălăriei și inel
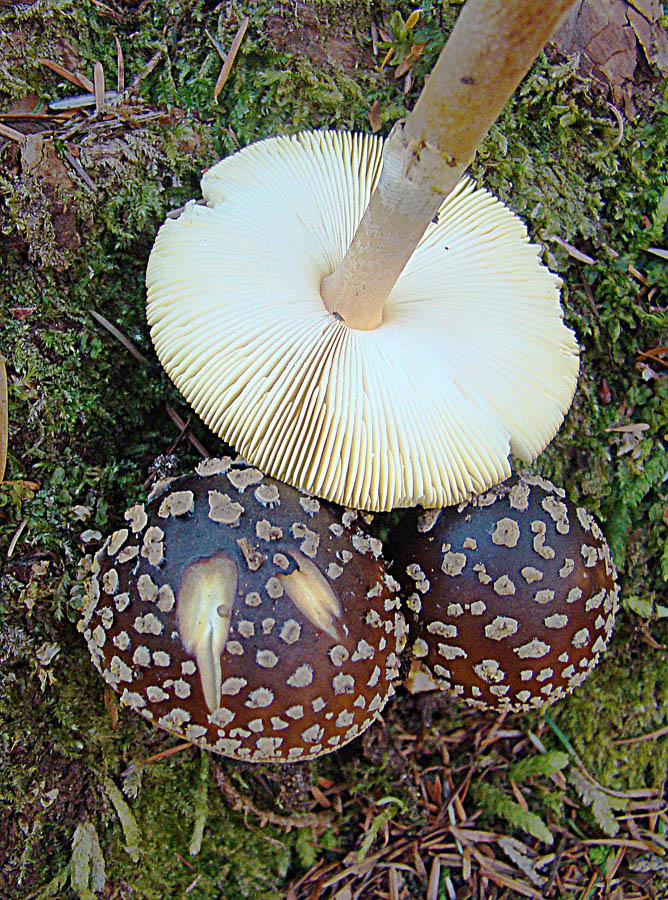
A. pantherina, lamele
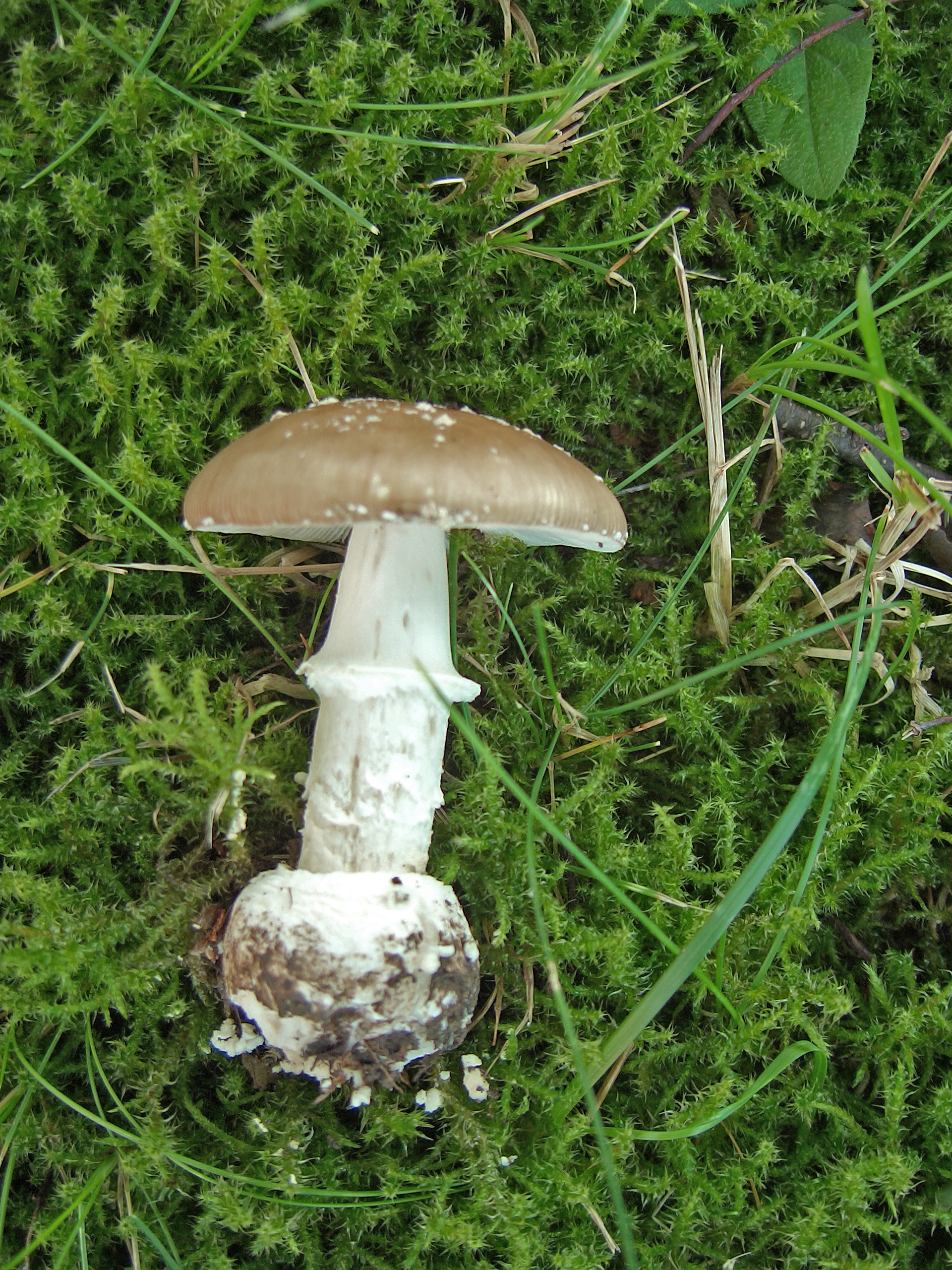
A. pantherina, buretele în total cu bulbul
A. pantherina, bulbul (grafică)
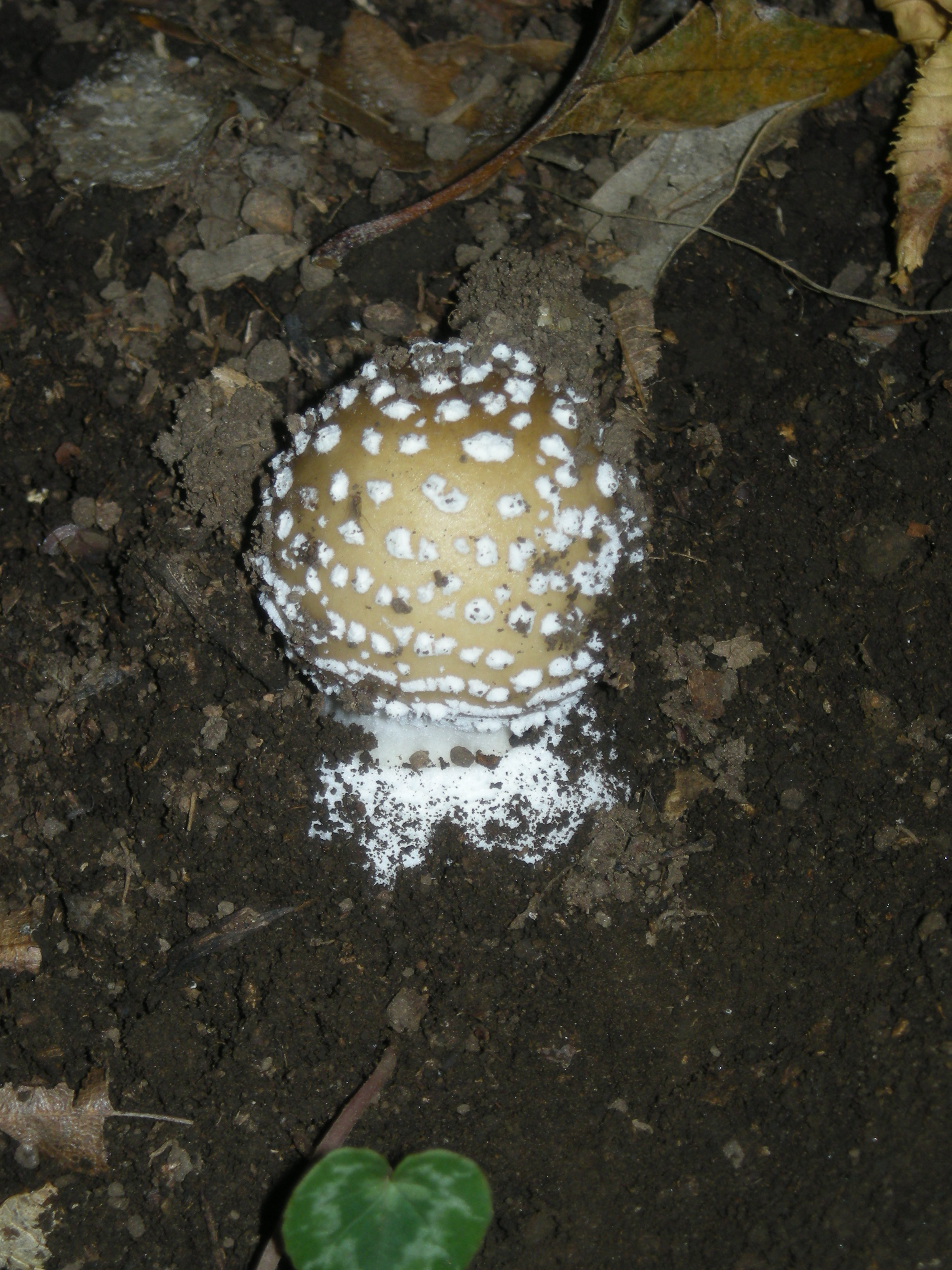
A. pantherina tânără
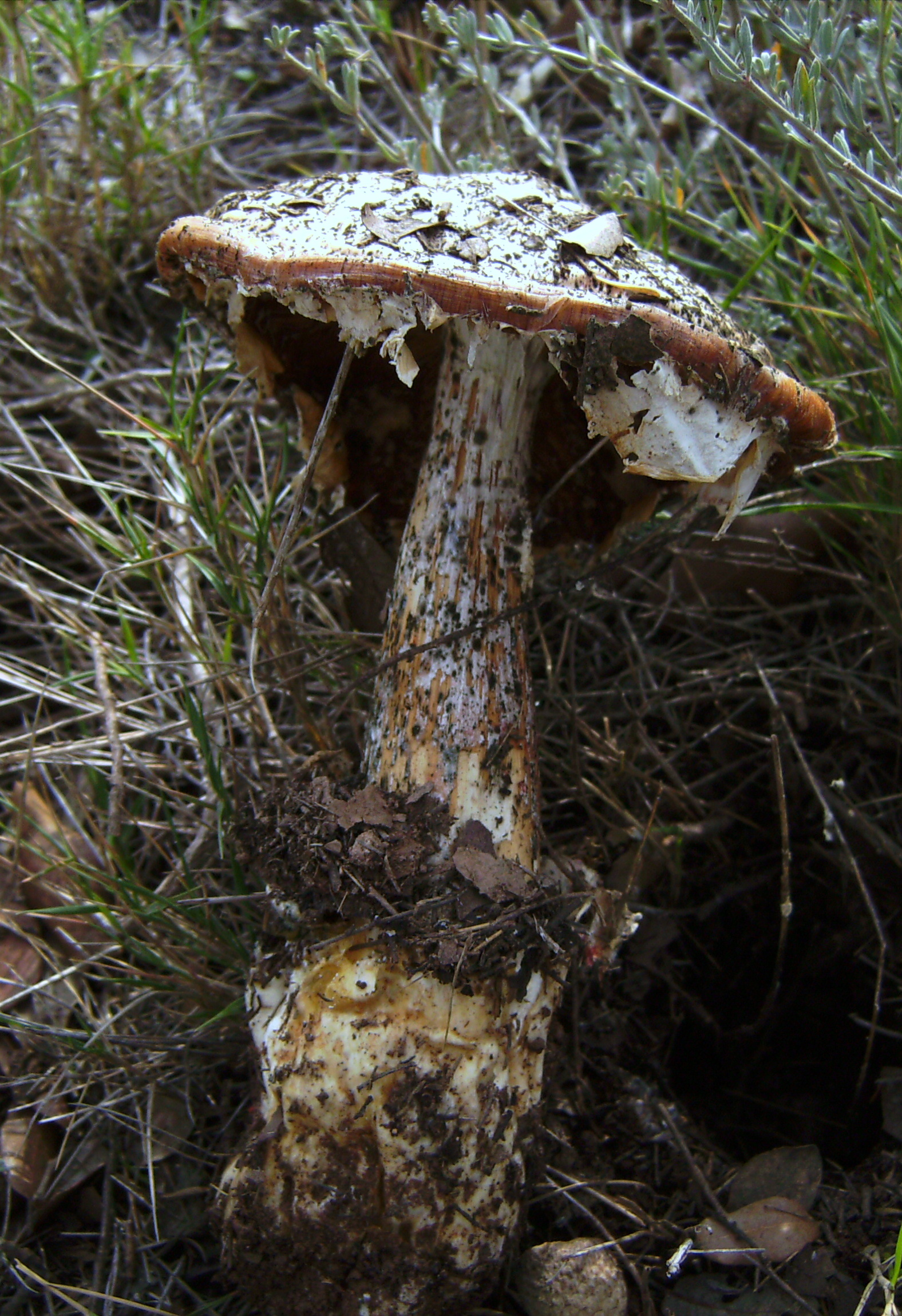
A. pantherina bătrână

## Confuzii

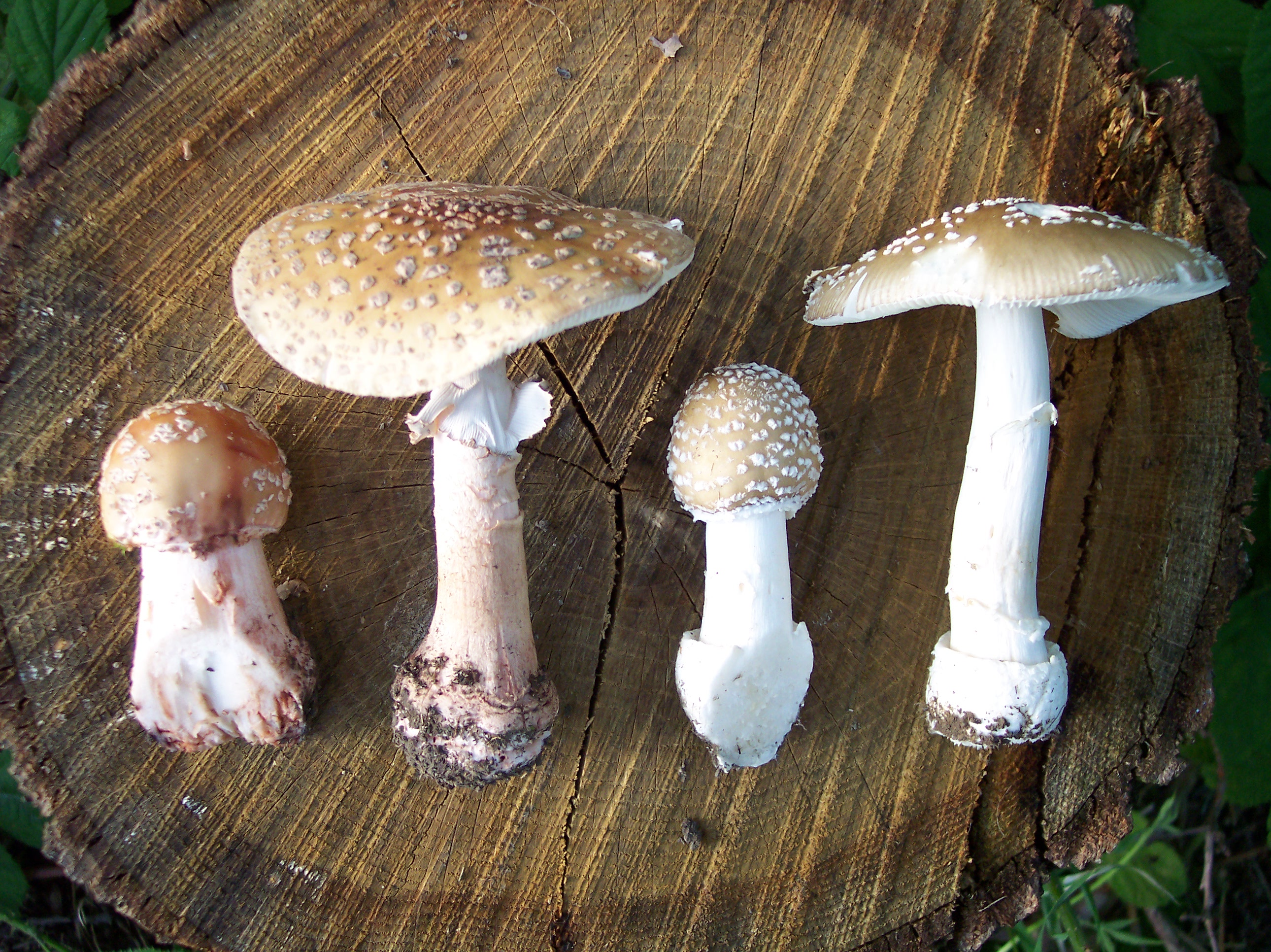
A. rubescens și A. pantherina

Din păcate buretele pestriț poate fi confundat ușor cu ciuperci comestibile de același gen, pricinuit similitudinii, îndeosebi din cauza gemenului său Amanita pantherina var. abientinum care nu are caneluri la marginea pălăriei.
Pestrițul se distinge mai ușor de Amanita rubescens care are o manșetă striată neavând jambieră la locul de trecere spre bulb sau dungi la marginea pălăriei. Ea este în mod general de culoare mai deschisă, lamelele ei roșesc ușor la atingere și carnea capătă culoarea de roșu de vin după tăiat.
Diferențierea între ciuperca descrisă și specia Amanita excelsa sin. Amanita spissa (comestibilă) este mai grea, numai posibilă din cauza manșetei striate, lipsei jambierei la locul de trecere spre bulb precum coloritului solzilor trecători de pe pălărie. Diferența între Amanita pantherina și Amanita porphyria sau Amanita regalis este asemenea de dificilă. Dar, după ce ciuperca este mai mult sau mai puțin necomestibilă (miros și gust neplăcut), se poate regreta de consum.
În plus, buretele poate fi confundat cu forme mai închise ale soiului toxic Amanita gemmata. Acesta este și el striat la margine precum arătând la vulvă (locul de trecere spre bulb) o jambieră, respectiv delicioaselor Amanita battarrae sin. Amanita umbrinolutea și Amanita ceciliae, ambele neavând manșetă. Confuzii sunt posibile si cu otrăvitoarele Amanita muscaria"" mai brune precum cu Lepiota aspera.

## Specii asemănătoare

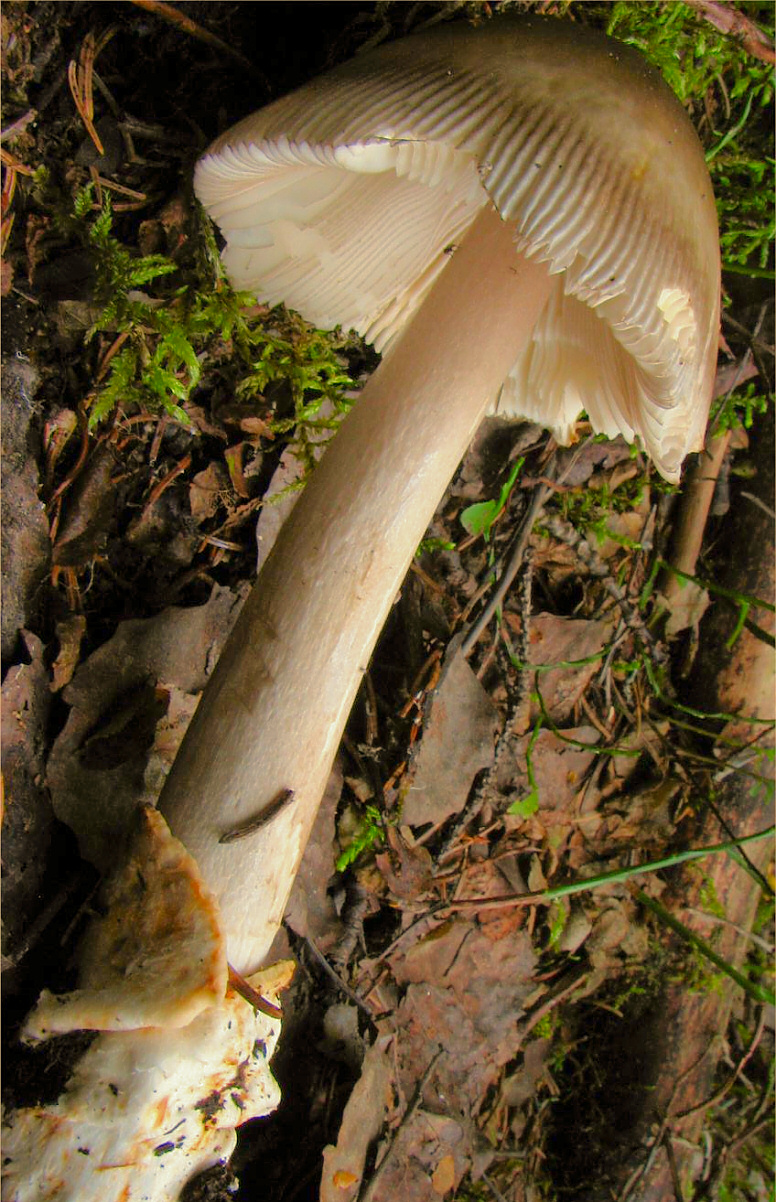
Amanita battarrae sin. umbrinolutea
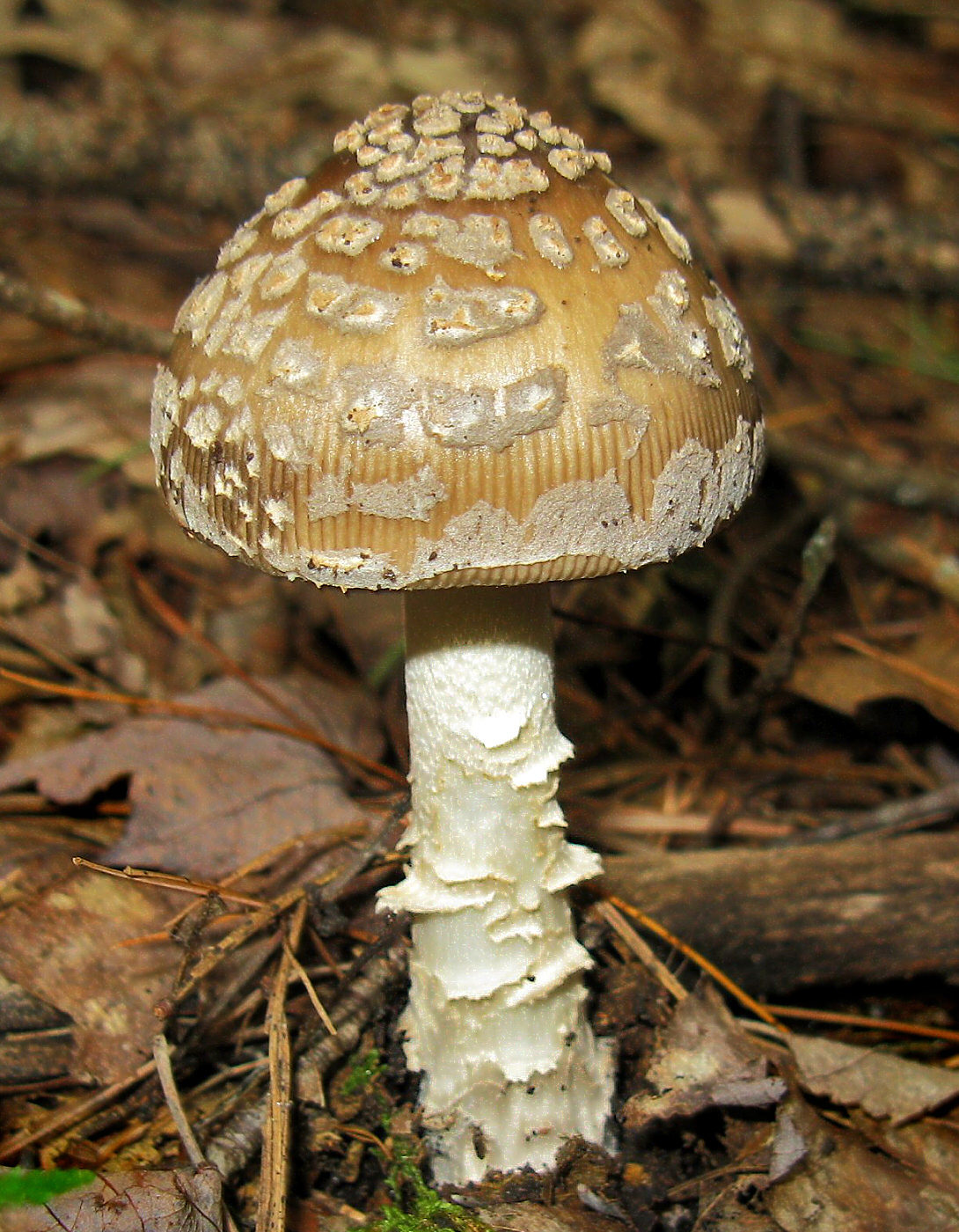
Amanita ceciliae
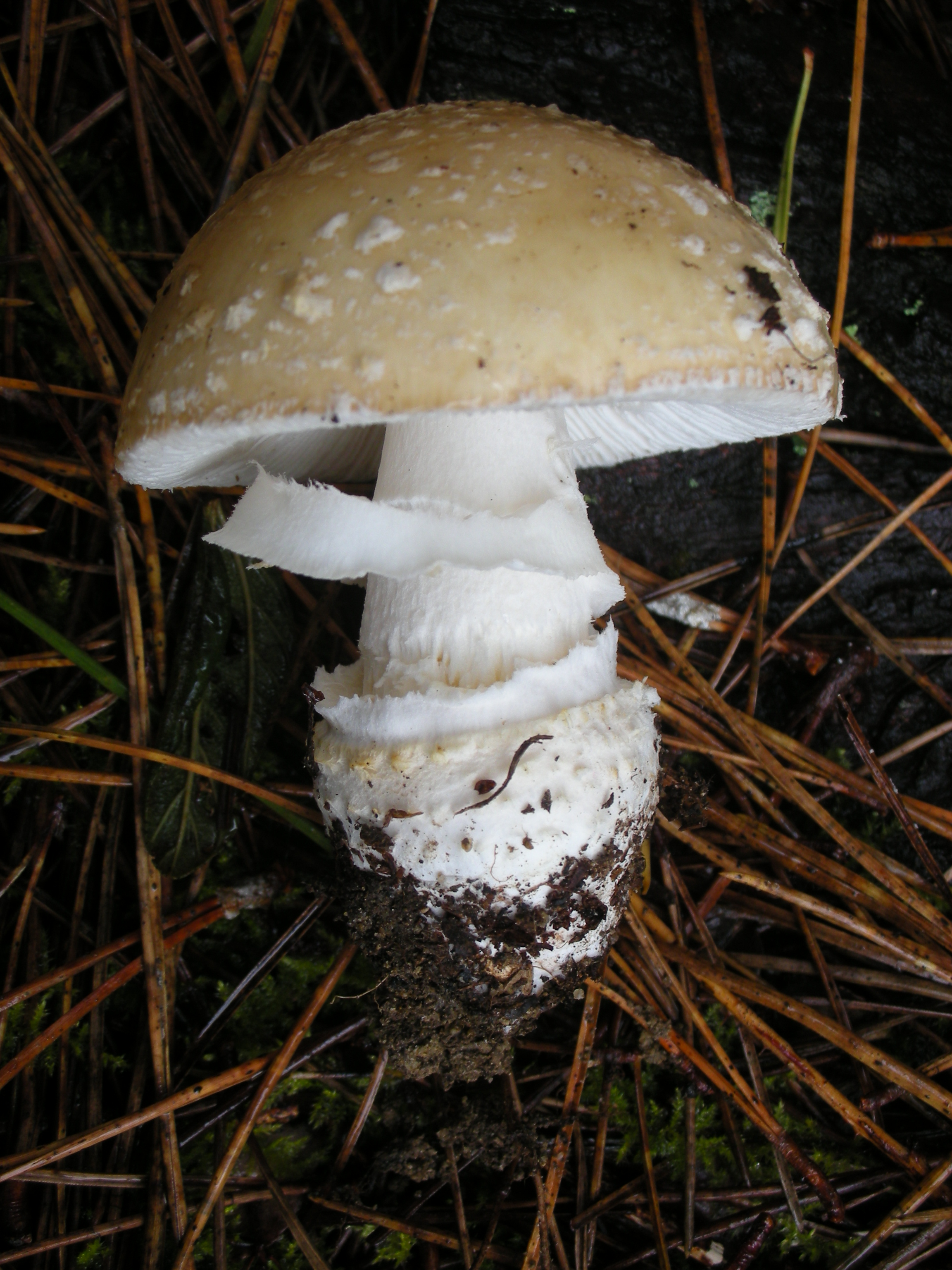
Amanita gemmata
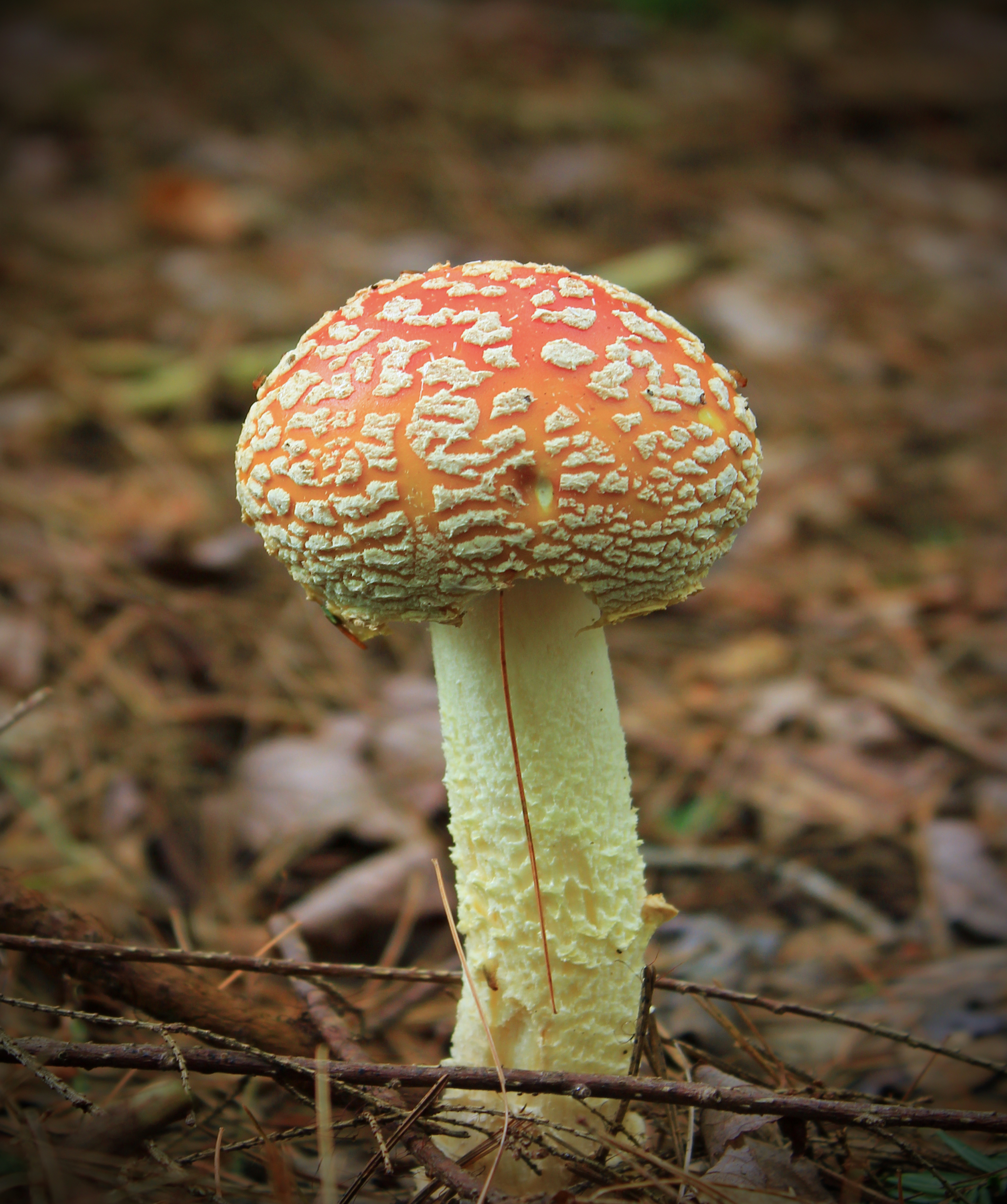
!!Amanita muscaria!!
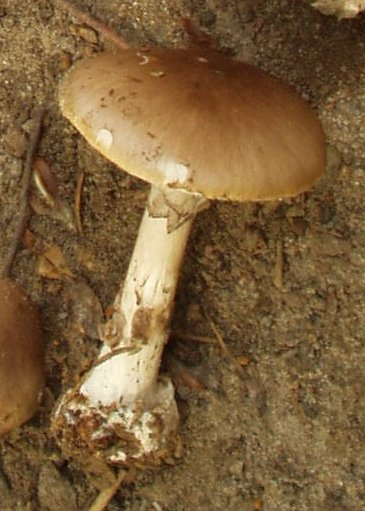
!Amanita porphyria!
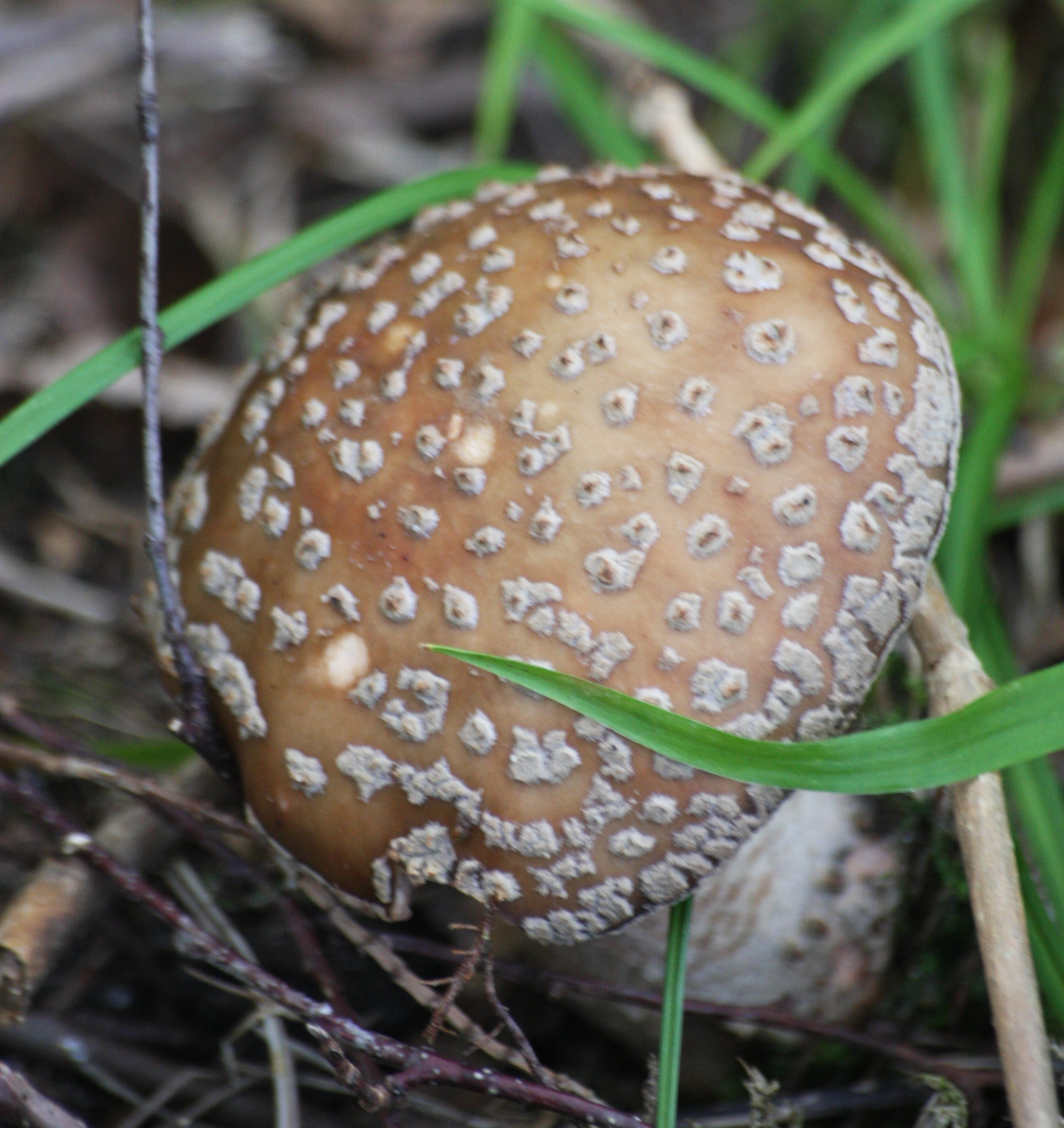
!!Amanita regalis!!

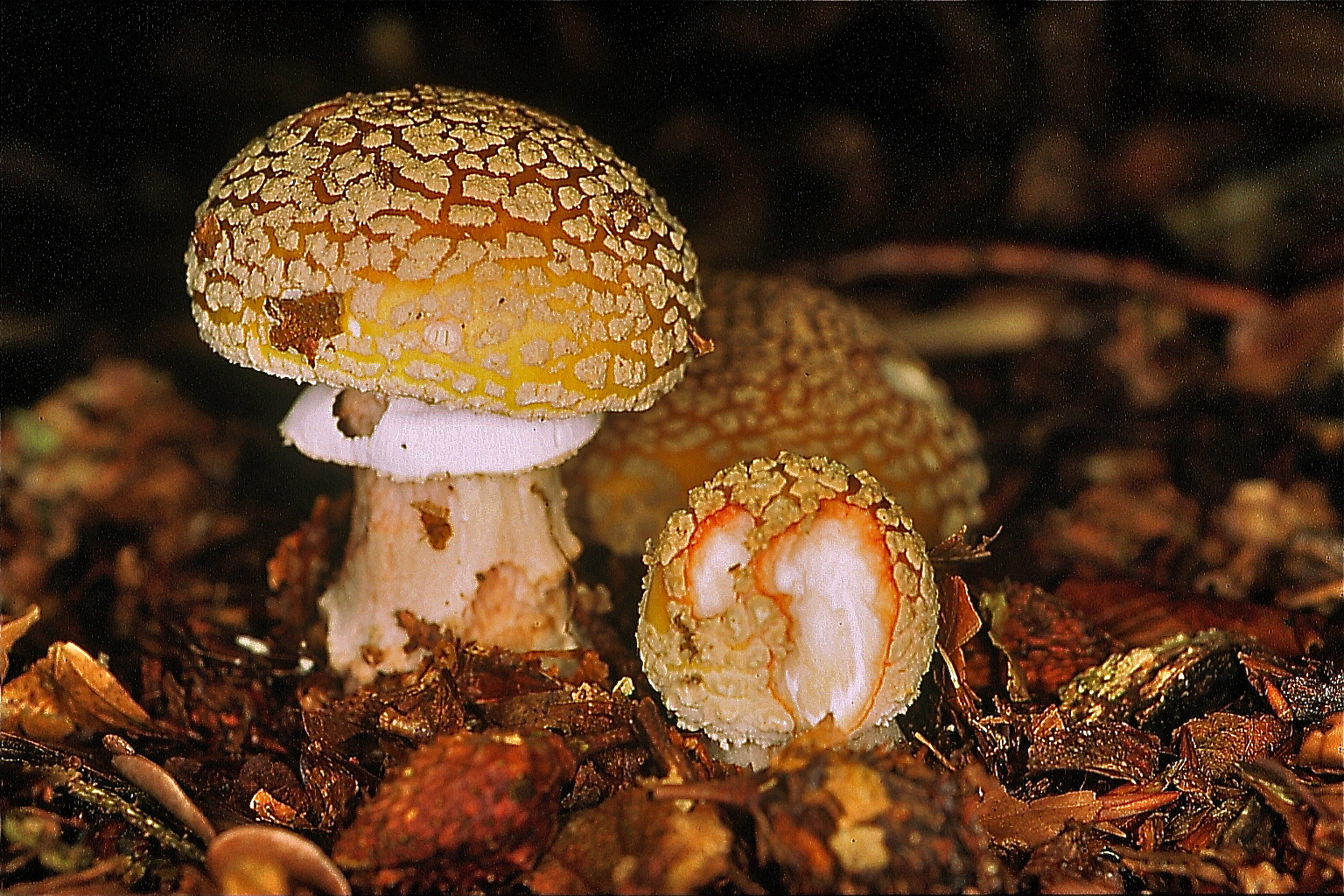
Amanita rubescens
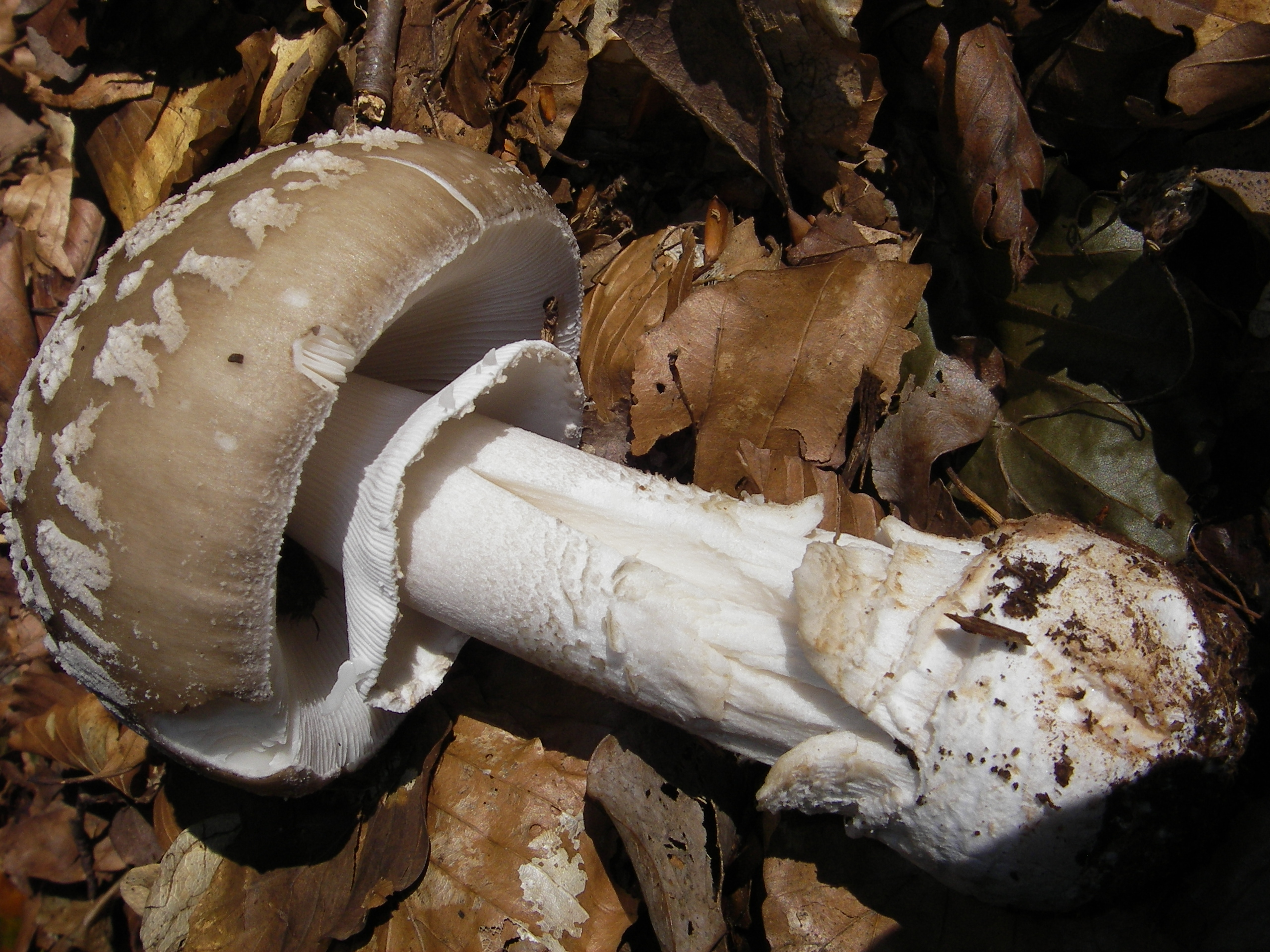
Amanita spissa
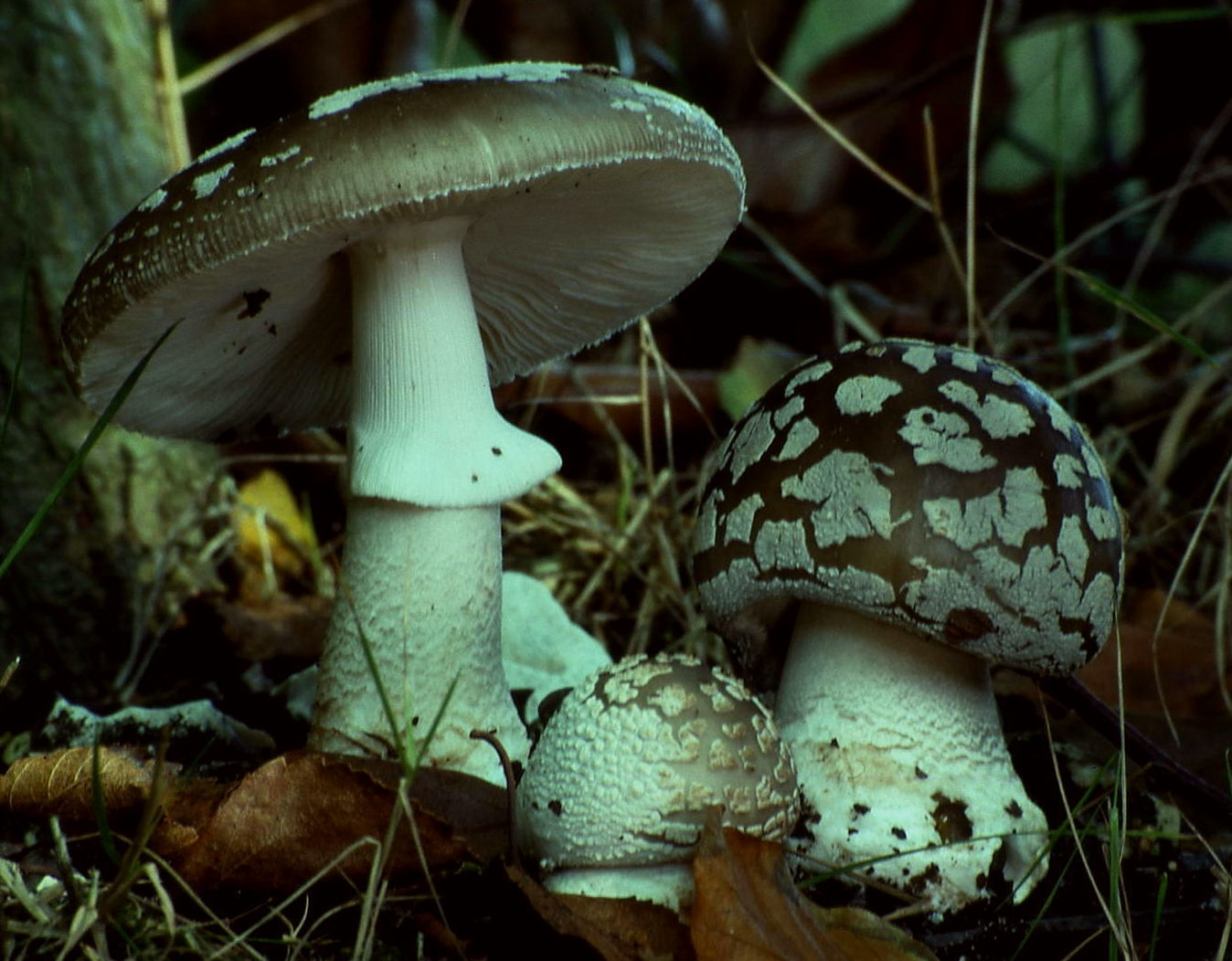
Amanita spissa var. excelsa
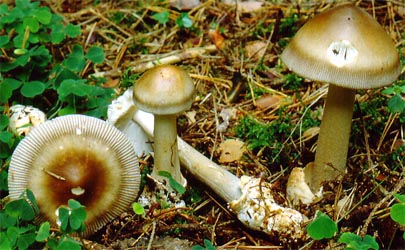
Amanita umbrinolutea
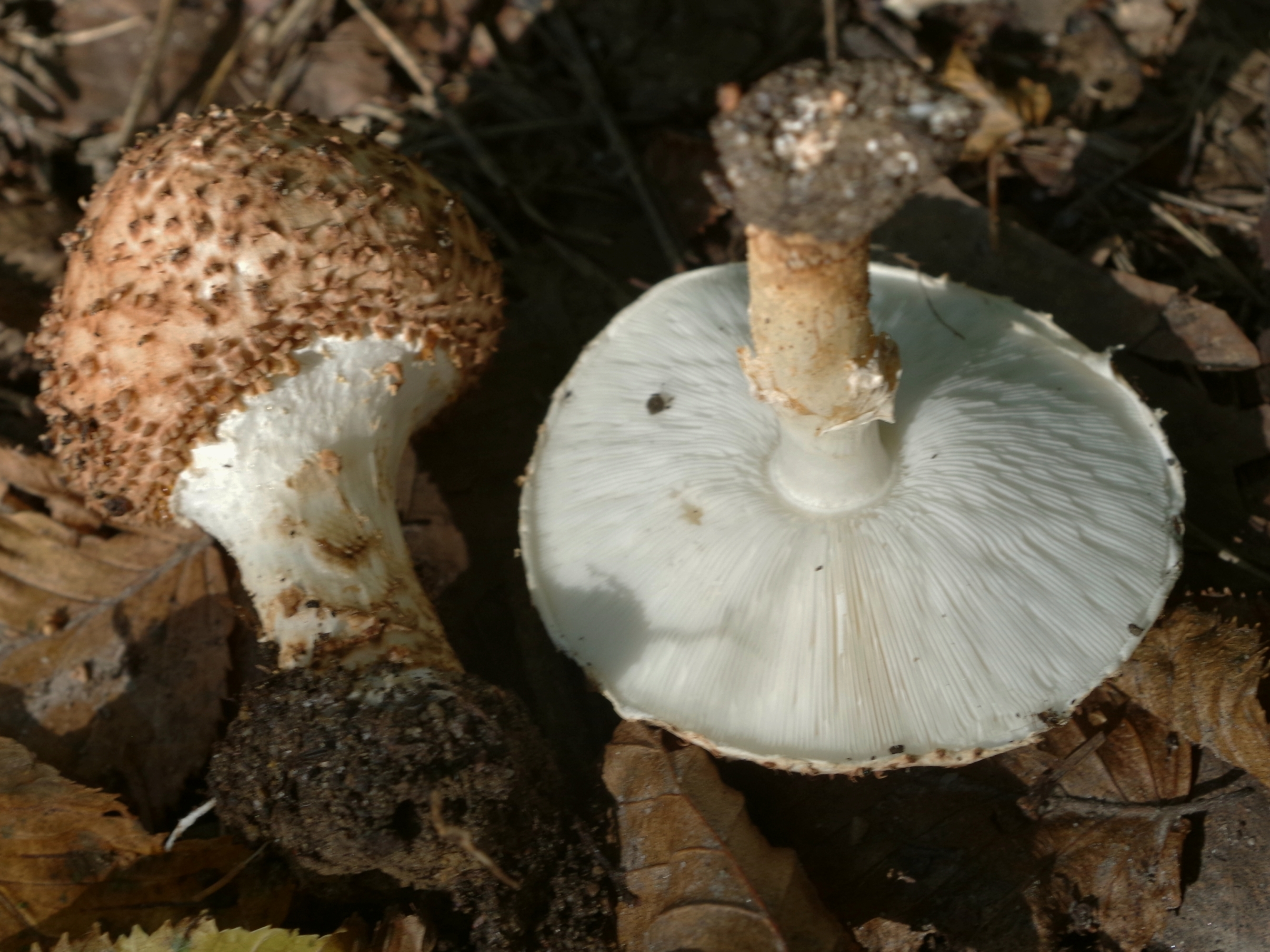
!!Lepiota aspera!!

## Toxicitate

Muscimol

Amanita pantherina conține muscarină în doze foarte mari și alte toxine, mai ales muscimol și premuscinol (acid ibotenic). Pricinuiește în primul rând otrăviri neurotrope, cauzând efecte halucinogene precum agitații puternice. Primele simptome încep deja două ore după consum cu  turburări gastrointestinale, incluzând greață și vărsături, urmat de efectele descrise mai sus care pot sfârșii în delir: Pielea se înroșește și pupila se dilată. Apoi, se poate constata o tranziție la excitație și intoxicație, convulsii și stări de confuzie apar. Consumat în cantități mari sau de persoane bolnave, bătrâne respectiv copii, victima poate să cadă în comă și otrăvirea poate să se termine letal. Decesul previne printr-o insuficiență respiratorie.
Concluzie: Contrar opiniei populare, buretele panterei nu este una dintre Amanitele mortale (Amanita phalloides, Amanita verna sau Amanita virosa), ci o specie halucinogenă asemănătoare cu Amanita muscaria, dacă nu este consumată în doze mari. Ea este un drog recreativ popular în America de Nord încă din anii '60, mai ales în zona de nord a Coastei de Vest. Deși în cazul unor doze excesive poate apărea o otrăvire reală, majoritatea experientelor negative legate de aceasta ciupercă par să se datoreze, cel puțin în parte, simptomelor psihosomatice cu originea în micofobia (teama irațională și morbidă față de ciuperci) celor care le consuma fără ie.